# Edward Adams
Edward "Eddie" J. Adams (23. dubna 1887 Hutchinson, Kansas – 22. listopadu 1921 Wichita, Kansas) byl americký bankovní lupič, který působil převážně v Kansasu.

## Život

### Mládí
Edward Adams se narodil na farmě u Hutchinsonu jako W. J. Wallace. V dětství mu zemřel otec, což na něm zanechalo psychické problémy. Svého otčíma neměl v lásce.

### Kariéra zločince
Když se Adamsova rodina přestěhovala do města, potkal zde Adams zloděje Johna Calahana, s nímž začal krást auta a pašovat. Roku 1908 se Adams oženil. Své ženě však nebyl věrný a nechal se obšťastňovat prostitutkami. Jeho charisma přitahovalo i muže, s nimiž založil gang.
Roku 1920 se Adams a Calahan rozhodli vykrást kasino v Kansas City. Dne 5. září téhož roku kasino přepadli. Strhla se masivní přestřelka, při níž bylo zabito několik hráčů i členů ochranky. Na místo ihned dorazila policie. Adams a Calahana byli zatčeni a v únoru 1921 odsouzeni na doživotí.
Adams byl po čase transportován vlakem do věznice ve státě Missouri. Během cesty však Adams z vlaku vyskočil. Po několika dnech však byl dopaden v Culissonu a odsouzen k 30 letům vězení.
V srpnu 1921 vymyslel Adams spolu s jiným odsouzencem Frankem Fosterem geniální plán na útěk. Vyřadí elektrické vedení a ve tmě uprchnou. To se jim podařilo a oba gangsteři poté založili nový gang.
Dne 20. listopadu téhož roku se Adams spolu s Fosterem a Georgem McFarlandem projížděl ve Wichitě. Kvůli rychlé jízdě je zastavili dva policisté. Jednoho Adams zastřelil a auto rychle ujelo z města.

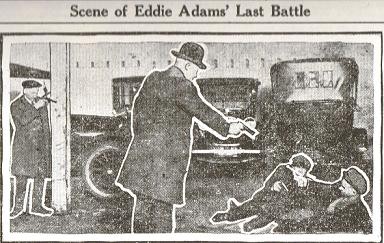
Obrázek zabití Adamse

Za nedlouho je pronásledovali policisté z celého města. Gangsterům začal docházet benzín, a tak zajeli k farmě za městem, odkud ukradli jiné auto. Majitele farmy Adams zastřelil, což McFarland neunesl a uprchl.
Druhý den přišel Adams k McFarlandovu domu, pravděpodobně ho za zradu zastřelit. V domě ho však čekali dva policisté. Po přestřelce byl jeden z policistů zastřelen. Druhý se schoval pod postel, dokud Adams neodešel.

### Smrt
Dne 22. listopadu se Adams rozhodl odejít z města. Chtěl využít skutečnosti, že všichni policisté budou na pohřbu svého mrtvého kolegy. Když však Adams ukradl místní auto, očitý svědek ho poznal a okamžitě kontaktoval policisty. Za Adamsem vyrazilo policejní auto se třemi policisty.
Po delší honičce zajel Adams k nadzemnímu parkovišti na okraji města. Hned u vchodu se zastavil a začal po policistech střílet. Všechny dokázal zasáhnout. Adams se poté chystal nastoupit do auta, když v tom třeskly tři výstřely, které zasáhly Adamse do zad. Jeden z policistů se totiž ještě dokázal vzchopit a vystřelit. Adams byl na místě mrtev.